# Schörghuber Unternehmensgruppe
Die Schörghuber Gruppe (SG) ist in den Geschäftsfeldern auf den Geschäftsfeldern Development, Real Estate, Getränke, Hotel und Seafood national und international tätig. Die Schörghuber Stiftung & Co. Holding KG (SHKG) ist die Holdinggesellschaft der Gruppe Schörghuber.

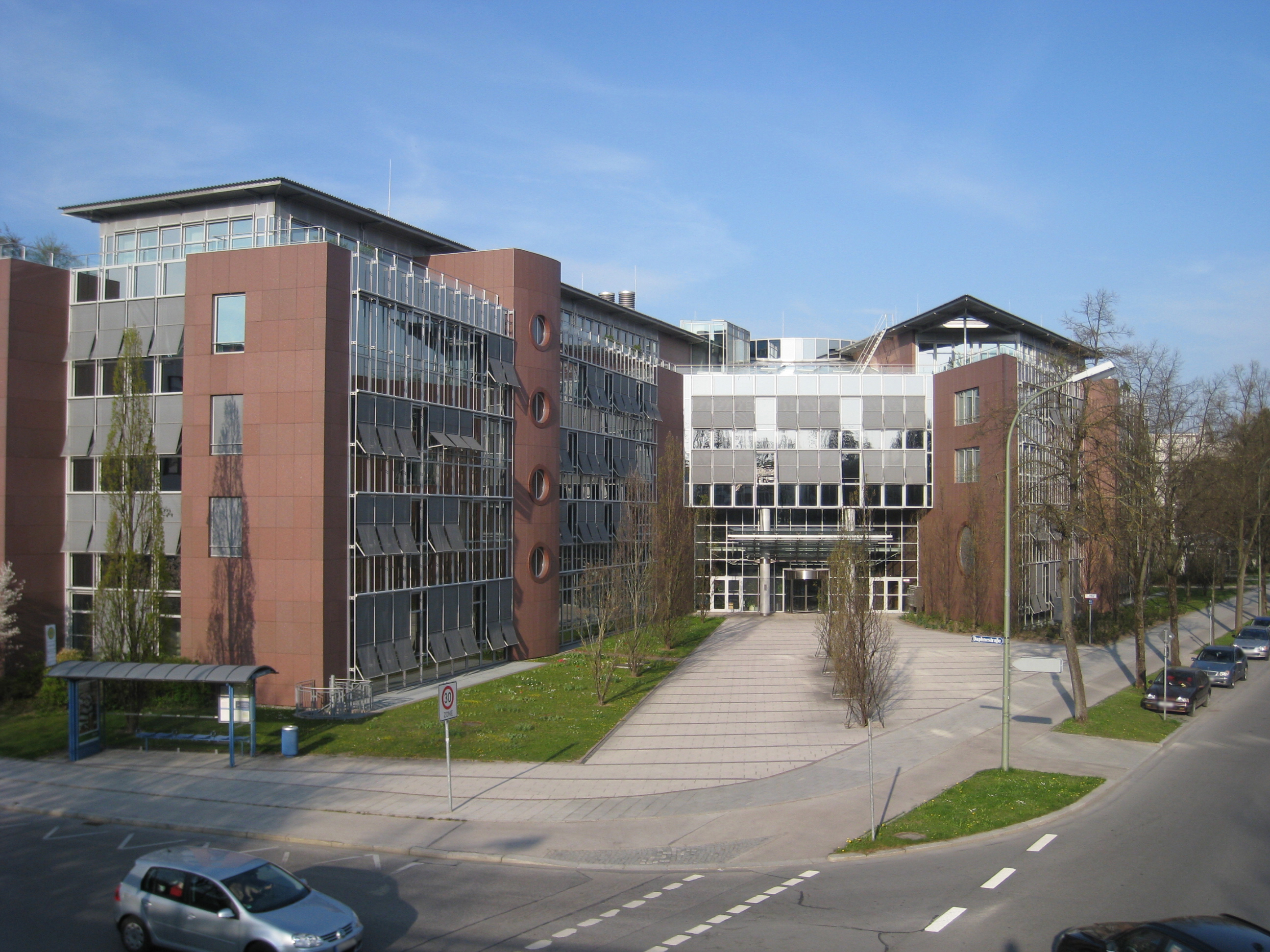
Zentrale der Schörghuber Unternehmensgruppe in der Denninger Straße in München

## Geschichte
1954 begründete Josef Schörghuber ein Bauträger- und Immobiliengeschäft in München, die Bayerische Hausbau GmbH & Co. KG. Ende der 1950er Jahre stieg er in das Verkehrsfluggeschäft ein, das Fundament des ehemaligen Unternehmensbereichs Flugzeugleasing (bis 2011). 1969 folgte mit dem Betrieb des Arabellahauses in München der Einstieg in das Hotelgeschäft. 1978 übernahm das Unternehmen den Fertighaushersteller Hanse Haus.
Ende der 1970er Jahre übernahm Schörghuber Gruppe die Firma Heilmann & Littmann Bau-AG. Diese beschloss 1980 die Fusion mit der KG Sager & Woerner zur Heilit+Woerner Bau-AG, verkaufte diese aber 1988 zum symbolischen Preis von einer Mark an die Walter Bau AG.
Ende der 1970er Jahre stieg Schörghuber mit dem Kauf der Brauereien Hacker-Pschorr und Paulaner ins Biergeschäft ein. Nach dem Tod Josef Schörghubers 1995 übernahm sein Sohn Stefan Schörghuber, der seit 1984 in den Bereichen Hotel und Bergbahnen im Unternehmen tätig war, die Gruppe. Seit dem Tod von Stefan Schörghuber am 25. November 2008 leitet seine Witwe Alexandra Schörghuber die Gruppe. Vorsitzender des Vorstands ist seit Oktober 2024 Florian Schörghuber (* 1994).

## Getränke
Die Paulaner Brauerei Gruppe GmbH & Co. KGaA (vormals Brau Holding International GmbH & Co. KGaA) verwaltet die Beteiligungen der Schörghuber Gruppe im Bereich Getränke. Sie ist ein Joint Venture mit der niederländischen Heineken N.V. (30 Prozent) und wurde 2002 gegründet. Der Verbund regionaler Brauereien ist eine der größten Brauereigruppen in Deutschland.
Die Paulaner Brauerei Gruppe umfasst neben der Paulaner Brauerei mit den Marken Paulaner, Hacker-Pschorr, Thurn und Taxis, Auerbräu und Hopf, Fürstenberg, Hoepfner und Schmucker als einhundertprozentige Tochterunternehmen. Die Paulaner Brauerei Gruppe hält zudem 63 % Anteile an der Kulmbacher-Gruppe mit den Marken Kulmbacher, Mönchshof-Bräu, EKU, Kapuziner, Sternquell, Würzburger Hofbräu, Keiler, Scherdel Bier, Kitzmann, Braustolz und Bad Brambacher.
Der Getränkebereich wird nach der Equity-Methode in den Konzernabschluss einbezogen. 2022 betrug der Umsatz 807 Mio. EUR, es wurden 2.386 Mitarbeiter beschäftigt.

## Hotel

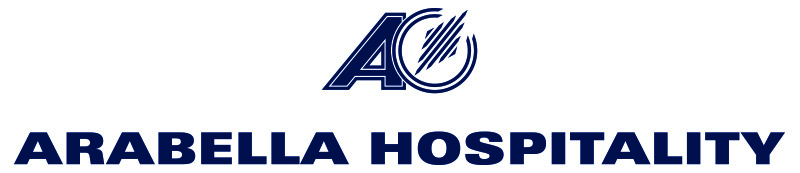
Logo der Arabella Hospitality SE

Unter der Führungsgesellschaft Arabella Hospitality SE sind die touristischen Aktivitäten der Schörghuber Gruppe zusammengefasst. Dazu zählen 17 Hotels in Deutschland, der Schweiz und auf Mallorca, die seit 1998 von der US-amerikanischen Starwood Hotels & Resorts Worldwide (heute Marriott International, Inc.) betrieben werden. Unter anderem beinhaltet das Portfolio der Arabella Hospitality auch zwei Häuser unter der Eigenmarke Arabella Resorts und, ab 2023 bzw. 2024, zwei Ultra-Luxury-Hotels der Edelmarke Rosewood.

## Bauen und Immobilien
Die Bayerische Hausbau vereint die Immobilien- und Bauträgeraktivitäten der Schörghuber Gruppe und beschäftigt rund 200 Mitarbeiter und betreut ein Immobilienportfolio im Wert von rund 3,6 Milliarden Euro. Seit 1. September 2023 gliedert sich das Unternehmen in zwei Tochtergesellschaften, Bestand und Development.

## Seafood
Seit 1. Juli 2011 gehört die Lachszucht und -verarbeitung in Puerto Montt, Chile, die in der Productos del Mar Ventisqueros S.A. zusammengefasst ist, als vierter Unternehmensbereich zur Schörghuber Gruppe. Bis zur Übernahme durch die Schörghuber Gruppe gehörte das 1989 gegründete Unternehmen ab 2001 zu 51 Prozent zum privaten Firmenbesitz der Familie Schörghuber.

## Gesellschaftliches Engagement
Josef Schörghuber-Stiftung für Münchner Kinder Die Josef Schörghuber-Stiftung für Münchner Kinder wurde am 26. Juli 1995 auf Initiative von Josef Schörghuber gegründet, mit dem Ziel, bedürftigen Kindern und Jugendlichen aus München die Teilnahme an Ferienprogramme und -aktivitäten zu ermöglichen. Durch die gesammelten Spenden konnten 2018 über 4400 Kinder an Ferienprogramme und Schulfahrten teilnehmen. Die Verwaltung der Stiftung sowie die Vergabe der Mittel erfolgt über die Stiftungsverwaltung im Sozialreferat der Landeshauptstadt München.
Sternenhaus Am 8. Mai 2018 verkündete Alexandra Schörghuber zusammen mit Thomas Müller und Martina Münch-Nicolaidis die Gründung des Sternenhauses am Nockherberg, das als zentrale Anlaufstelle für junge Trauernde dienen soll. Das Sternenhaus ist Teil der Nicolaidis YoungWings Stiftung, die finanziell unter anderem von der Schörghuber Gruppe durch Spenden unterstützt wird. Das Sternenhaus eröffnete am 14. März 2024.
Haus der Kunst Die „Stiftung Haus der Kunst München, gemeinnützige Betriebsgesellschaft mbh“ wurde im Jahr 1992 gegründet und betreibt seitdem das Haus der Kunst in München. Die Schörghuber Gruppe gehörte bis 2014 neben dem Freistaat Bayern zu den Hauptgesellschaftern der Stiftung und stellte dem Ausstellungshaus jährlich 500.000 Euro zur Verfügung. 2014 kündigte die Familie Schörghuber ihren Ausstieg als Sponsor der Ausstellungsstätte für zeitgenössische Kunst an, um sich in Zukunft mehr auf ihre sozialen Aktivitäten zu konzentrieren.